# إدوارد ألبرت شابن
إدوارد ألبرت شابن (بالإنجليزية: Edward Albert Chapin)‏ هو عالم حشرات أمريكي، ولد في 1894، وتوفي في 1969.